# Antolín Sánchez
Antolín Sánchez este un om politic spaniol, membru al Parlamentului European în perioada 2004-2009 din partea Spaniei.
1. ↑  Deputații în Parlamentul European